# Rembrandtstraße 2

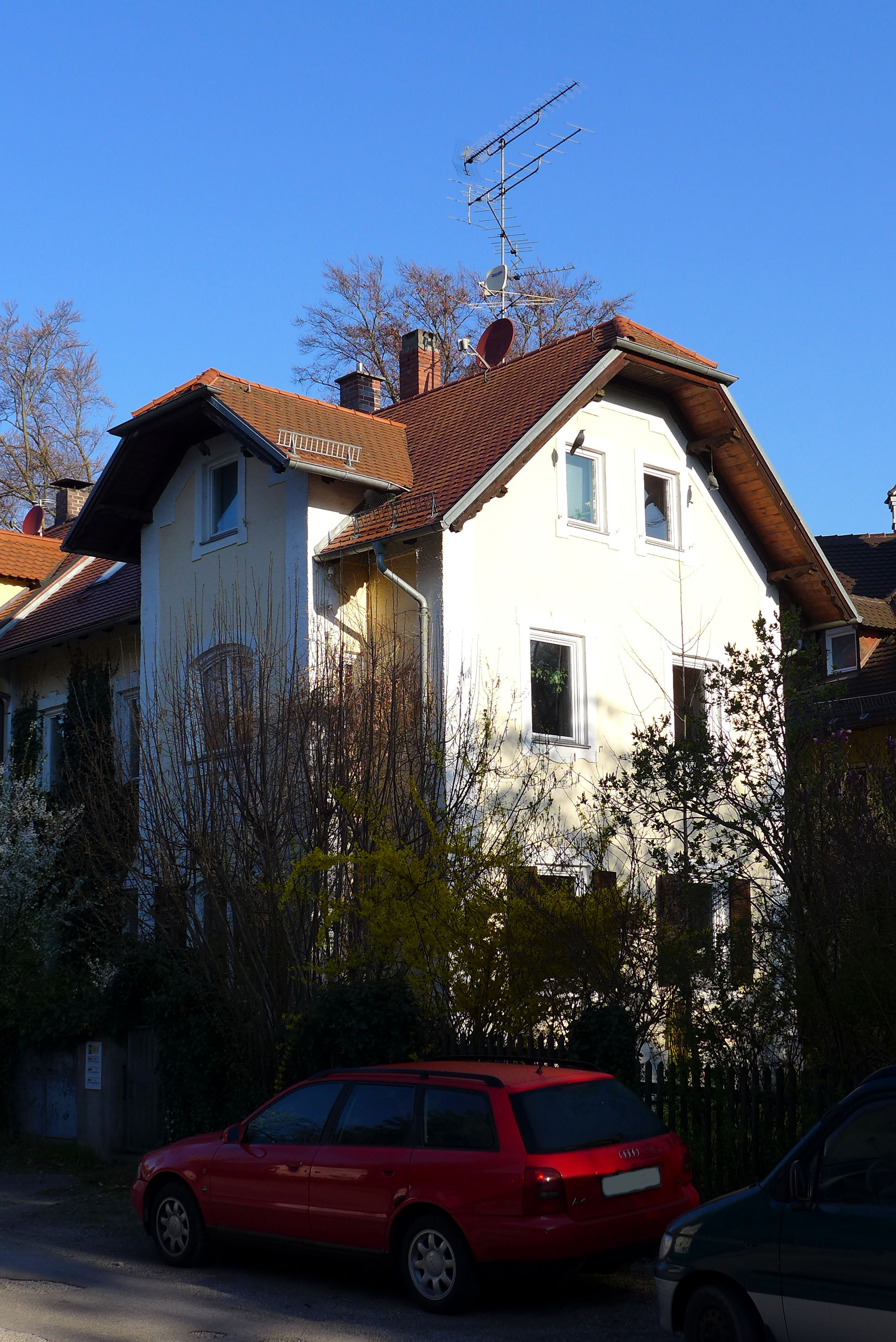
Haus Rembrandtstraße 2 in Pasing

Das Wohnhaus Rembrandtstraße 2 im Stadtteil Pasing der bayerischen Landeshauptstadt München wurde 1904 errichtet. Die  Doppelhaushälfte mit der Nr. 4 an der Rembrandtstraße, die zur Villenkolonie Pasing II gehört, ist ein geschütztes Baudenkmal.
Das Wohnhaus im schlichten Landhausstil wurde vom Zimmermann Patriezius Sewald erbaut und bewohnt. Das zweigeschossige Gebäude mit Zwerchhaus-Risalit besitzt eine Wohnung pro Stockwerk. Bei einer Renovierung wurden die Fensterläden entfernt.